# ROVO

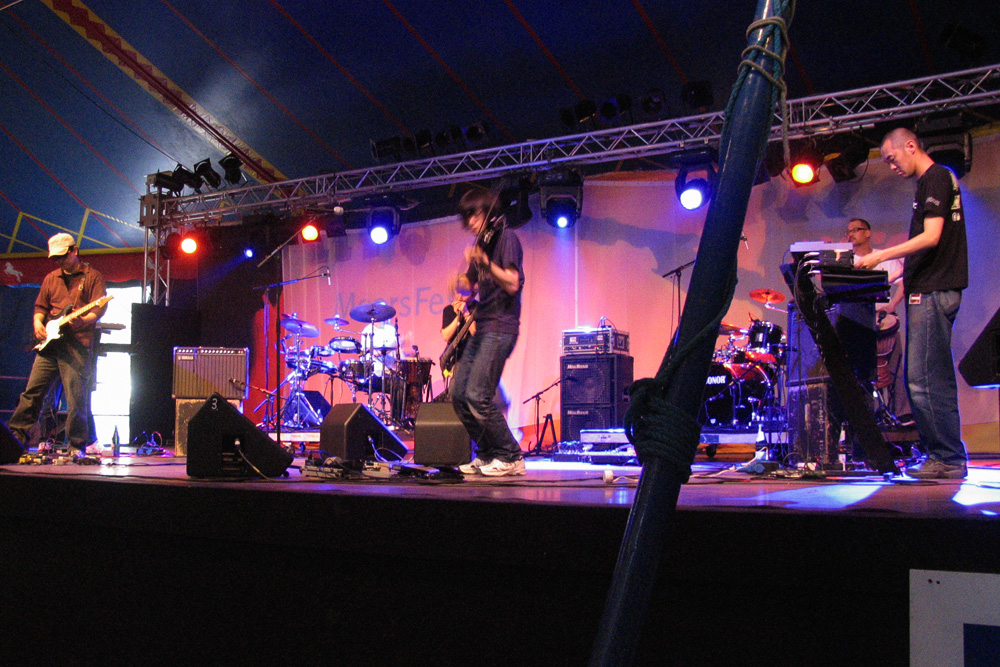

ROVO(ロヴォ)는 일본의 록 밴드이다. 1995년 카츠이 유지, 야마모토 세이치를 중심으로 '우주같은 것을 해보자'라는 모토로 결성. 요시가키 야스히로 아베 요이치 등과 압도적 스피드의 더블 드러밍으로 수공예 트랜스 음악이라는 평가를 받았다. 이후 스트로보, 소프트, 나츠멘 등의 밴드가 결성되는 원조격 밴드이다.

## 개요
1995년 스페이스록 밴드인 태양의 탑 결성호세이 대학 학생회관에서 열린 '마보로시노 세카이' 공연에서 데뷔했다. 1996년 코엔지 20000V 공연에서 Robo라는 이름으로 공연. 97년에 에비스에서 ROVO라는 이름으로 공연. 이때의 멤버로 이후 지속적인 공연활동을 시작한다.
98년 EP인 PICO! 공개, 99년 신주쿠 리키드 룸에서 Man Drive Trans 파티 기획. 2000년 후지 록 페스티벌에 등장하는 등 여러 페스티벌에 참여한다. 또 03년부터 매년 골든위크때 히비야 야외음악당에서 ROVO MDT 페스티벌을 개최하고 있다. 장르 불문하고 여러 아티스트들이 참여한다.
음악적으로는 크라우트록의 영향을 받아 10분 이상의 긴 곡을 연주하는게 보통이다. 트윈드럼과 카츠이의 전기 바이올린이 어울림이 특징이다. 키보드도 많이 사용하고 앨범보다 라이브쪽이 더 생생하고 강력하다. 복잡한 음악도 프로그래밍 보다는 거의 사람이 직접 연주하는 것을 택하는 밴드이다.

## 앨범
1. VITAMIN! (1998년 4월 22일/ソニーレコード)
  1. PICO! (1998년 7월 18일/エピックレコードジャパン)
2. imago (1999년 8월 4일/エピックレコードジャパン)
3. PYRAMID (2000년 4월 19일/ソニー・ミュージックアソシエイテッドレコーズ)
4. SAI (2001년 6월 21일/ワーナーインディーズネットワーク)
  1. TONIC 2001  (2002년 )※本作のみ益子ではなくビル・ラズウェルがミキシングを担当。
  2. live at liquidroom 2001.5.16 (2002년 7월 6일/ユニヴァーサルIMS)
5. FLAGE (2002년 11월 21일/ワーナーインディーズネットワーク)オリコン283위
  1. LIVE at 日比谷野音 2003.05.05～MAN DRIVE TRANCE SPECIAL～ (2003년 10월 10일)
6. MON (2004년 11월 10일/ファースト・エイド・ネットワーク)オリコン136위
  1. ROVO Selected 2001-2004 with Nakanishi Koji  (2009년 5월 5일/WONDERGROUND MUSIC)
7. CONDOR (2006년 10월 18일/WONDERGROUND MUSIC)オリコン70위
  1. ROVO LIVE at MAGASIN 4 2004.06.04 Brussels,Belgium (2005년 7월 13일)
  2. ROVO LIVE at 京大西部講堂 (2007년 7월 18일)
8. NUOU (2008년 6월 4일/WONDERGROUND MUSIC)オリコン104위
9. RAVO (2010년 11월 3일/WONDERGROUND MUSIC)オリコン97위
10. PHASE (2012년 11월 14일/WONDERGROUND MUSIC)
11. Phoenix Rising (2013) with System 7, a-wave
12. XI (2016), Wonderground Music